# Stephen Gray
Stephen Gray, född i december 1666 i Canterbury, död 7 februari 1736 i London, var en engelsk amatörastronom och var den förste att systematiskt experimentera med elektrisk ledningsförmåga istället för undersökningar av statiska elektriska fenomen.

## Tidigt liv
Gray blev upplärd av sin far och äldre bror i klädfärgning, men hans intressen låg inom vetenskap och speciellt astronomi, och han lyckades utbilda sig själv inom dessa ämnen, framförallt genom rika vänner som lät honom använda deras bibliotek och instrument.
Han gjorde sina egna linser och konstruerade sitt eget teleskop, med vilket han gjorde några mindre upptäckter, framförallt gällande solfläckar, och skaffade sig ett rykte om att göra noggranna observationer. Några av hans rapporter publicerades av Royal Society genom en vän, Henry Hunt.
Senare i livet arbetade han på observatoriet i Cambridge, men på grund av dålig skötsel av observatoriet blev Gray tvungen att flytta tillbaka till Canterbury för att fortsätta jobba inom klädfärgningsbranschen. Han flyttade dock snart till London och var assistent åt John Theophilus Desaguliers, som var demonstratör för Royal Society.
Senare i livet drabbades Gray av fattigdom och fick genom insatser av John Flamsteed och Hans Sloane en plats på London Charterhouse (ett hus för fattiga gentlemän som tjänat sitt land). Det var under den här perioden Gray gjorde sina upptäckter inom elektricitetsledning.

## Senare liv
I början experimenterade Gray endast med statisk elektricitet och använde en glastub som friktionsgenerator. I änden av denna glastub hade han en kork för att hålla fukt ute. Han märkte dock att korken attraherade små pappersbitar, samt att även en pinne som sattes i korken attraherade små saker. Han följde upp detta med längre och längre pinnar och till slut även med trådar. 
Detta följdes senare upp med experiment när Gray var på besök hos sina vänner, med trådlängder upp till 800 fot, då vikten av att isolera tråden upptäcktes. Gray var inte medveten om att metall är lämpligast att leda elektricitet med, utan använde hampatråd som ledare och silke som isolator.
År 1731 fick Gray den första och 1732 den andra Copleymedaljen.  Han var ledamot av Royal Society. I Philosophical Transactions offentliggjorde han en mängd värdefulla fysikaliska afhandlingar: Microscopical observations and experiments (1696), On an optical lens of water for viewing both near and distant objects (1697), An account of some new electrical experiments (1720), Several experiments concerning electricity (1731–1736), Experiments concerning the electricity of water (1731) med flera.